# Ветчи (Владимирская область)
Ветчи — деревня в Петушинском районе Владимирской области России, входит в состав Нагорного сельского поселения.

## География
Деревня расположена на берегу реки Киржач в 18 км на северо-запад от города Покров и в 36 км на северо-запад от райцентра города Петушки.
В 1 км к юго-западу от деревни расположена одноименная платформа Большого кольца Московской железной дороги, электропоезда ходят до Орехово-Зуева, Куровской, Александрова.

## История
К востоку от деревни, на краю надпойменной террасы правого берега реки Киржач расположено селище 1-го тысячелетия нашей эры. В 1957 году на пашне найдены обломки неорнаментированной лепной керамики.
В середине XII — начале XIII веков территория принадлежала Ростово-Суздальскому княжеству. Существовала ли деревня в это время, неизвестно.
По разделу 3 января 1677 года деревней владел И. П. Савёлов.
В ревизских сказках 1—10 ревизий 1719—1858 годов называлось сельцом, но о господских домах упоминаний нет.
В конце XIX — начале XX века деревня входила в состав Аргуновской волости Покровского уезда, с 1926 года — в составе Овчининской волости Александровского уезда.
1857 год — 56 дворов, 171 житель мужского пола, 223 женского.

1859 год — 60 дворов.

1905 год — 84 двора.

1926 год — 112 дворов.
С 1929 года деревня являлась центром Ветчинского сельсовета Киржачского района, с 1940 года — в составе Лачужского сельсовета, с 1945 года — в составе Покровского района, с 1960 года в составе Петушинского района, с 1966 года — в составе Санинского сельсовета, с 2005 года — в составе Нагорного сельского поселения.

## Население
| 1859 | 1905 | 1926 | 2002 | 2010 | 2021 |
| ---- | ---- | ---- | ---- | ---- | ---- |
| 400  | ↗593 | ↘590 | ↘11  | ↗16  | ↘8   |